# The Pretender
《The Pretender》是美國幽浮一族樂團在2007年8月21日所發行的單曲。於2007年3月~6月期間錄製。

### 音樂錄影帶
音樂錄影帶由山姆.伯朗製作。影片內描述幽浮一族樂團在演奏時，被鎮暴警察鎮壓的情形。一開始，樂團開始演奏。之後，一個個鎮暴警察在樂團前面排成一直線，然後最後衝出去。同時，樂團後面的佈景也被鎮暴水車衝破，但樂團仍繼續演奏。

## 外部連結
- 歌詞（页面存档备份，存于）
- MV（页面存档备份，存于）